# Гатагова, Людмила Султановна
Людмила Султановна Гатагова — русский историк, публицист, ведущий научный сотрудник Института истории Российской академии наук, специализирующийся на международных отношениях и истории Российской империи и Кавказа до революции 1917 года, включая кристаллизацию национальной идентичности и сопутствующие этнические конфликты внутри государства.
Учёная степень — кандидат исторических наук (1985 г.). Тема диссертации — «Правительственная политика в области народного образования на Северном Кавказе в 60-80-е гг. XIX в.». Область научных интересов: Проблемы истории Северного Кавказа, межэтнические отношения и этнофобии в Российской империи XIX — начала XX вв., советская этнополитика 1920—1940-х гг.
Гатагова была лауреатом Гранта на гуманитарные проекты Американского совета образованных обществ в 1999 году, «выполняя образцовую работу в области гуманитарных наук в период кризиса и сокращения ассигнований».

## Основные публикации

### Монографии, брошюры, учебные пособия, сборники документов
- Правительственная политика и народное образование на Кавказе в XIX в. М.: Россия молодая, 1993. 250 с. 10 п.л. Тираж 1000.
- Основные тенденции правительственной политики в области народного образования на Кавказе в пореформенный период. Орджоникидзе: Северо-Осетинский государственный университет им. К. Л. Хетагурова, 1985. 21 с. 1 п.л. Тираж 500.
- Антисемитизм в России и Европе. Обзоры: мониторинг и аналитика. М.: Московское бюро по правам человека, Academia, 2009 (в соавторстве с С.Чарным). 112 с. 7 п.л. Тираж 1000.
- Кто есть кто в изучении народов и национальных проблем России (биографический справочник) / В. М. Гефтер, И. Г. Кораблева, В. А. Невежин, О. А. Пруцкова. Отв. ред. Г.Бордюгов, П.Гобл. М. АИРО, 1995. 358 с. 10 п.л. Тираж 2000.
- Россия и Северный Кавказ: 400 лет Кавказской войны? / Л. С. Гатагова, Д. И. Исмаил-заде, В. И. Котов, А. М. Некрасов, В. В. Трепавлов. Отв. ред. В. В. Трепавлов. М.: ИРИ РАН, 1998. 37 с. 2,5 п.л. Тираж 250.
- Национальные окраины Российской империи. Становление и развитие системы управления / С. Г. Агаджанов, Н. Е. Бекмаханова, М. Б. Булгаков, Л. С. Гатагова, В. Я. Гросул, Д. И. Исмаил-заде, Э. Г. Истомина, Ш. Ф. Мухамедьяров, В. В. Трепавлов, Э. П. Федосова. Отв. ред. С. Г. Агаджанов, В. В. Трепавлов. М.: Славянский диалог, 1998. 416 с. 26 п.л. Тираж 1000.
- Russia and North Caucasus: 400 Years of War? (L.S.Gatagova, D.I.Ismail-zade, V.I.Kotov, A.M.Nekrasov & V.V.Trepavlov). Ed. V.V.Trepavlov. Lewiston, Qweeston, Lampeter: The Edition Meller Press (Edwin Mellen Press), 1999. 38 с. 2,5 п.л. Тираж 500.
- Русское население национальных окраин России. XVII—XX вв. / Н. Е. Бекмаханова, М. Б. Булгаков, Л. С. Гатагова, В. Я. Гросул, Д. И. Исмаил-Заде, В. И. Котов, В. В. Трепавлов, Э. П. Федосова. Отв. ред. В. В. Трепавлов. М.: Славянский диалог, 2000. 320 с. 20 п.л. Тираж 1000.
- Россия в начале XX века. Россия XX век. Исследования /А. Н. Сахаров, А. Н. Боханов, А. Е. Иванов, Н. А. Иванова, А. П. Корелин, Л. В. Кошман, Ю. А. Петров, Л. С. Гатагова, Г. Н. Ульянова. Отв. ред. А. Н. Яковлев. М.: Новый Хронограф, 2002. 744 с. 46,5 п.л. Тираж 1000.
- Российская многонациональная цивилизация. Единство и противоречия / Н. Е. Бекмаханова, М. Б. Булгаков, Л. С. Гатагова, Д. И. Исмаил-Заде, Ш. Ф. Мухамедьяров, В. В. Трепавлов, Э. П. Федосова. Отв. ред. В. В. Трепавлов. М.: Наука, 2003. 378 c. 25 п.л. Тираж 780.
- «Мозаика культур» (учебное пособие по истории и обществознанию для средней школы и методическое пособие для учителей) / О.Стрелова, И. Уколова, В.Шаповал, М.Ерохина, Ю.Кушнерова, А.Цуциев, И.Сабурова, С.Яловицына, Л.Гатагова. М. Локус-Пресс, 2005.
- Русские в Евразии. XVII—XIX вв. Миграции и социокультурная адаптация в иноэтничной среде / Н. Е. Бекмаханова, М. Б. Булгаков, Л. С. Гатагова, В. Я. Гросул, Д. И. Исмаил-Заде, В. В. Трепавлов, Э. П. Федосова. Отв. ред. В. В. Трепавлов. М.: Тула: Гриф и Ко, 2008. 480 с. 30 п. л. Тираж 500.
- Российская империя от истоков до начала XIX в. Очерки социально-политической и экономической истории / А. Н. Сахаров, Н. И. Никитин, Я. Е. Водарский, В. В. Трепавлов, Г. А. Санин, Н. Е. Бекмаханова, Э. П. Федосова, В. М. Кабузан, Н. М. Рогожин, А. И. Аксенов, А. В. Демкин, С. А. Козлов, Э. Г. Истомина, Н. А. Соболева, Л. С. Гатагова, Е. Н. Масаринова, О. И. Елисеева, А. Н. Медушевский. Отв. ред. А. И. Аксенов, Я. Е. Водарский, Н. И. Никитин, Н. М. Рогожин М. Русская панорама, 2011. 879 с. 55 п. л. Тираж 1000.
- РКП(б)-ВКП(б) и национальный вопрос. 1918—1933. Сборник документов. Серия «Документы советской истории». Сост. Гатагова Л. С., Л. П. Кошелева, Л. А. Роговая. М. РОССПЭН, 2005. 783 с. 63,2 п.л. Тираж 1000.
- ВКП(б) и национальный вопрос. 1933—1945. Книга 2. Сборник документов. Серия «Документы советской истории». Сост. Гатагова Л. С., Л. П. Кошелева, Л. А. Роговая, Дж. Кадио. М. РОССПЭН, 2009. 1095 с. 68,5 п.л. Тираж 1000.
- Образы регионов в общественном сознании и культуре России (XVII—XIX вв.) / Трепавлов В. В., Марчуков А. В., Федосова Э. П., Гатагова Л. С., Бекмаханова Н. Е. / отв. ред. В. В. Трепавлов. Тула: Гриф и К, 2011. 352 с.
- Советская этнополитика. 1930—1940-е гг. Сборник документов / Сост. Л. С. Гатагова. М.: ИРИ РАН, 2012. 390 с. 24,5 п.л. Тираж 300.
- Гатагова Л. С. Северный Кавказ в эпоху поздней империи: природа насилия. 1860—1917. М.: Новый хронограф, 2016. С. 246—264.

### Статьи
- Империя: идентификация проблемы // Исторические исследования в России. Отв. ред. М. АИРО-ХХ, 1996. С. 332—353.
- Az 1917-es forradalom es a kaukazusi etnopolitikai helyzet // Ruszisztikai Konyvek III. 1917: Es Ami Utana Kovetkezett. Bydapest. Magyar Ruszisztikai Intezet. 1998. P. 169—179.
- Северный Кавказ: метаморфозы исторического сознания // Национальные истории в советском и постсоветских государствах. Отв. ред. Г.Бордюгов. М.: АИРО-ХХ, 1999. С. 257—274.
- The Russian Empire and the Caucasus: The Genesis of Ethnic Conflicts // Ethnic and National Issues in Russian and East European History (Ed. J.Morison). Houndmills, Basinstoke, Hampshire and London. Macmillan Press, 2000. P. 10-28.
- Юдофобия: сумма зол // Новый мир истории России. Форум японских и российских исследователей. К 60-летию профессора Вада Харуки. Отв. ред. Бордюгов Г., Исия Н. М.: АИРО-ХХ, 2001. С. 105—121.
- Кавказ после Кавказской войны: этноконфликтный аспект // Россия и Кавказ сквозь два столетия. СПб. Журнал «Звезда». 2001. С. 47-57.
- «Chronik der Exzesse» Die Moskauter Pogrome von 1915 gegen die Deutschen // Verfuhrungen der Gewalt. Russen und Deutsche im Ersten und Zweiten Weltkrieg (K.Eimermacher, A.Volpert. Hrsg). Wilhelm Fink Verlag, Munchen, 2002. P. 1085—1112.
- Кристаллизация этнической идентичности в процессе массовых этнофобий // Религия и идентичность в России. Отв. ред. М. Т. Степанянц. М.: Восточная литература, 2003. С. 135—150.
- Priorities for Research on the Comparative Study of Identity Conflicts /Paul S.Stern, Vitaly Naumkin, Andrew Bennett, Edward W.Walker, Iiudmila Gatagova, Emil Pail, Aleksandr Shubin) // Conflict and Reconstruction in Multiethnic Societies. Proceedings of a Russian-American Workshop. Washington, D.C.: The National Academies Press, 2003. P. 21-30.
- Orthodoxy, Ethnicity, and Mass Ethnophobias in the Late Tsarist Era // Religion and Identity in Modern Russia. The Revival of Orthodoxy and Islam (Edited by J.Johnson, M.Stepaniants and B.Forest). Ashgate Publishing Limited, Ashgate, 2005. P. 39-51.
- В плену «Кавказского пленника» // Историк и художник. 2005. № 2 (4). С. 161—180.
- Caucasian Phobias and the Rise of Antisemitism in the North Caucasus in the 1920s // The Soviet and Post-Soviet Review, Volume 36, Number 1, 2009, pp. 42–57.
- Этнические процессы на Северном Кавказе в контексте политико-административного освоения региона (XIX — начало XX столетия) // Генерал А. П. Ермолов и российско-кавказские отношения в XIX — начале XX века. СПб.: Журнал «Звезда», 2009. 7,84 п. л. 126 с. Тир. 500. С. 94-108.

### Прочее
- Contributor: Ethnic and National Issues in Russian and East European History. Edited by John Morison, 2000, ISBN 978-0-333-69550-0
- Contributor: Religion and identity in modern Russia: the revival of orthodoxy and Islam. By Benjamin Forest, Juliet Johnson. Ashgate Publishing, 2005, ISBN 0-7546-4272-0
- Liudmila Gatagova, "Iudofobiia: summa zol, " 4 September 2009 (рус.)
- Contributor: Russian Studies in History, 43/2, 2004